# منهاج السراج الجوزجاني
منهاج سراج (589 هـ-النصف الثاني من القرن السابع)، الاسم الكامل  أبو عمر مناجُ الدّين عثمان ابن إبراهیم، كان مؤرخا فارسيا.
سراج تناول أحداث الغزو المغولي لخوارزم في كتاب "تاريخ طبقات ناصري"، وهو من أوثق المصادر حول الأحداث.